# 耶洛黑德橋 (甘露市)
耶洛黑德橋（英語：Yellowhead Bridge）又被稱為東甘露橋（East Kamloops Bridge），是一座位於加拿大英屬哥倫比亞省湯普森-尼古拉地區湯普森鄉甘露市的路面橋樑。耶洛黑德橋乘載南耶洛黑德公路（英屬哥倫比亞省5號公路最北段），橫跨南湯普森河並連接塔勘露普斯蘇韋華米克（甘露1號原住民保留地）至甘露市區和維利維尤交界。此橋於1968年12月建成，全長共179.2（588英尺）；北側端點接續5號公路，南側端點則接續高貴哈拉公路（5號公路南段）、歐肯那根公路（97號公路南段）和加拿大橫貫公路（英屬哥倫比亞省1號公路），並有著出口接至市區的巴特爾街、哥倫比亞街、維利維尤道和河街。

## 資料來源
1. ↑  British Columbia Department of Highways.  (报告). Victoria: Government of British Columbia: 11, 18. 1970  [2022年2月28日]. doi:10.14288/1.0373633. J110.L5 S7; 1970_V01_13_C1_C193. （原始内容存档于2022年5月1日） （英语）.